# Smaragdkehl-Glanzschwänzchen
Das Smaragdkehl-Glanzschwänzchen (Metallura tyrianthina), gelegentlich auch Kupferglanzschwänzchen oder Smaragdkehlkolibri genannt,  ist eine Vogelart aus der Familie der Kolibris (Trochilidae). Die Art hat ein großes Verbreitungsgebiet in den südamerikanischen Ländern Venezuela, Kolumbien, Ecuador, Peru und Bolivien. Der Bestand wird von der IUCN als „nicht gefährdet“ (least concern) eingestuft.

## Merkmale

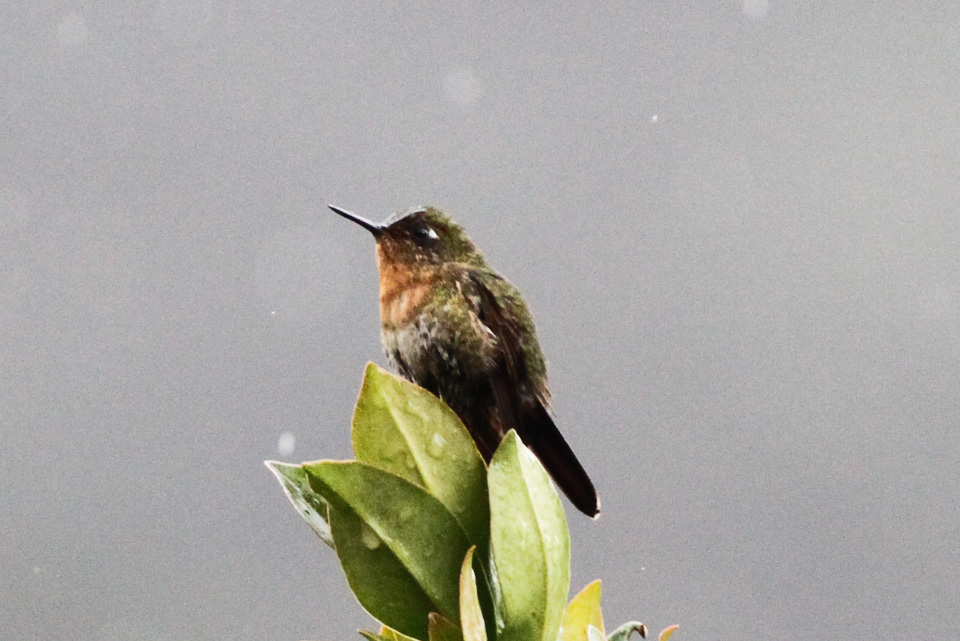
Smaragdkehl-Glanzschwänzchen ♀

Das männliche Smaragdkehl-Glanzschwänzchen erreicht eine Körperlänge von etwa 8,1 cm, das Weibchen ist mit etwa 7,6 cm etwas kleiner. Dabei haben beide einen kurzen, 1 cm langen Schnabel. Das Männchen ist dunkel kupfergrün. Die Kehle glitzert grün, der Schwanz ist kastanienbraun. Das Weibchen ist auf der Oberseite ebenfalls dunkel kupfergrün gefärbt. Die Backen, die Kehle und der obere Bereich der Brust sind gelbbraun und von einigen dunklen Flecken durchzogen. Der Rest der Unterseite ist blass weißlich ockerfarben, wobei die Seiten von grünen Flecken durchzogen sind. Der Schwanz ist ähnlich wie bei den Männchen nur mit verstreuten gelblich weißen Flecken. Beide Geschlechter haben einen weißen Fleck hinter den Augen.

## Verhalten
Der relativ aggressive kleine Kolibri bewegt sich und sitzt meist in den Straten in Höhen zwischen 1 und 5 Metern. Er klammert sich eher an die Blüten, als dass er vor ihnen schwirrt, um an den Nektar zu gelangen. Wenn es um die Verteidigung der Blüten an Büschen und Hecken in der Nähe von Waldrändern geht, ist das Verhalten bieder, aber territorial. Beide Geschlechter gehen meist getrennte Wege, und so sieht man eher zwei Weibchen oder zwei Männchen im gleichen Gebiet.

## Brutverhalten
Von April bis August wurden Smaragdkehl-Glanzschwänzchen in der Sierra de Perijá in den östlichen und zentralen Anden in Brutstimmung beobachtet. In Cundinamarca wurden im Juli Nester in höhlengleichen Felsnischen entdeckt. Diese bauen Smaragdkehl-Glanzschwänzchen aus einer herunterhängenden Masse aus Moos und Fasern mit einer kleinen Nestkammer, die sie mit Moos überdecken. Bei Angriffen auf das Nest verteidigen sie es.

## Verbreitung und Lebensraum

Verbreitungsgebiet (grün) des Smaragdkehl-Glanzschwänzchens

Smaragdkehl-Glanzschwänzchen sind relativ häufig an feuchten Waldrändern, bewachsenen Lichtungen und buschigen Gegenden in der Nähe von Wäldern zu finden. Gelegentlich sieht man sie in ökotonalen Gebieten zwischen verkrüppelten Wäldern, Páramo oder vereinzelten Buschstellen im unteren Páramo. Saisonal ziehen sie weiter. Sie bewegen sich in Höhenlagen zwischen 1700 und 3500 Metern, aber in der Sierra Nevada de Santa Marta auch mal runter bis 600 Meter.

## Lautäußerungen
Der Ruf klingt wie eine Reihe schwacher unmusikalischer Knattertöne.

## Unterarten
Es sind sieben Unterarten bekannt:
- Metallura tyrianthina districta Bangs, 1899[4] in der Sierra Nevada de Santa Marta (Nordkolumbien).
- Metallura tyrianthina chloropogon (Cabanis & Heine, 1860)[5] im Norden Venezuelas.
- Metallura tyrianthina oreopola Todd, 1913[6] im Westen Venezuelas.
- Metallura tyrianthina tyrianthina (Loddiges, 1832)[7] (Nominatform) in Zentralkolumbien, im venezolanischen Bundesstaat Táchira über den Osten und Süden Ecuadors bis in den Norden Perus.
- Metallura tyrianthina quitensis Gould, 1861[8] im Nordwesten Ecuadors.
- Metallura tyrianthina septentrionalis Hartert, 1899[9] westlich des Rio Marañón im Norden Perus.
- Metallura tyrianthina smaragdinicollis (d’Orbigny & Lafresnaye, 1838)[10] im zentralen und südlichen Peru bis ins nordwestliche Bolivien.

## Etymologie und Forschungsgeschichte
George Loddiges beschrieb das Smaragdkehl-Glanzschwänzchen unter dem Namen Trochilus tyrianthinus. Das Typusexemplar stammte aus Popayán. Erst 1849 führte John Gould die neue Gattung Metallura ein. Das Wort Metallura leitet sich von den griechischen Wörtern μέταλλον métallon für „Metall“ und ουρά ourá für „Schwanz“ ab. Das Artepitheton tyrianthina leitet sich vom lateinischen tyrianthinus für „Purpurgewand“ ab. Districta, districtus ist ebenfalls lateinischen Ursprungs  und steht für „beschäftigt“. Chloropogon leitet sich von den griechischen Wörtern χλωρός chlōrós für „grün“ und πώγων, πώγωνος pṓgōn, pṓgōnos für „Bart“ ab. Oreopola ist ein griechisches Wortgebilde aus ὄρος, ὄρεος óros, óreos für „Berg“ und πολεω poleō für „jagen“ ab. Quitensis steht für Quito. Septentrionalis leitet sich vom lateinischen septemtrio für „Norden, Siebengestirn“ ab. Schließlich leitet sich smaragdinicollis von smaragdus für „smaragdgrün“ und -collis,  collum für „-nackig, Hals, Nacken“ ab.